# Little Angels
I Little Angels furono un gruppo musicale hard rock formato nel 1984 a Scarborough, Inghilterra.

## Storia dei Little Angels
Ottennero un buon successo nel 1993 con l'album Jam, piazzando due singoli ai vertici della top ten inglese. I lavori precedenti, Don't Prey for Me e Young Gods, avevano ottenuto diversi passaggi su MTV, con video musicali di buona fattura.

## Formazione

### Ultima
- Toby Jepson - voce, chitarra
- Bruce John Dickinson - chitarra
- Jimmy Dickinson - tastiere
- Mark Plunkett - basso
- Mark Richardson - batteria

### Ex componenti
- Michael Lee - batteria

## Discografia

### Album in studio
- 1989 - Big Bad world
- 1989 - Don't Prey for Me
- 1991 - Live at the Hammersmith Odeon
- 1991 - Young Gods
- 1993 - Jam

### EP
- 1987 - The 1987
- 1988 - Too Posh To Mosh

### Raccolte
- 1994 - A Little of the Past
- 1995 - Too Posh to Mosh, Too Good to Last